# Wonder Boy III: The Dragon's Trap
Wonder Boy III: The Dragon's Trap é um Vídeo-game para o Sega Master System, lançado pela Sega em 1989, é a continuação direta de Wonder Boy in Monster Land.
Em 2017 ganhou um remake intitulado Wonder Boy: The Dragon's Trap, para os consoles Nintendo Switch, PlayStation 4, and Xbox One, bem como computadores e celulares.

## História

### Enredo
O jogo começa na última fase de Wonder Boy in Monster Land, o Labirinto do Dragão, em uma espécie de prólogo. O jogador deve conduzir Wonder Boy até o calabouço do Dragão onde o enfrenta. Após derrotá-lo, Wonder Boy é transformado em um Homem-Lagarto e foge do castelo, que desmorona. Na sequência, um breve vídeo não-jogável resume os acontecimentos e anuncia o começo do jogo, com a frase And now... Wonder Boy III. The Dragon's Trap. O jogo então continua em Alsedo, uma cidade em Monster Land. Seguindo o roteiro do game, o jogador se transformará em vários personagens diferentes, em busca da Cruz de Salamadra para reverter o feitiço e voltar a ser Wonder Boy.

### Personagens
Cada personagem de Wonder Boy tem uma habilidade específica. O Homem-Lagarto é capaz de cuspir fogo; o Homem-Rato anda em blocos especiais na parede e no teto, além de, por sua altura, passar em espaços que outros personagens não conseguem; o Homem-Piranha consegue nadar; o Homem-Leão possui um ataque mais forte com sua espada; e o Homem-Gavião consegue voar.

### Turma da Mônica em O Resgate
Assim como Wonder Boy in Monster Land foi adaptado pela Tectoy no Brasil para Mônica no Castelo do Dragão, Wonder Boy III ganhou uma versão brasileira, Turma da Mônica em O Resgate, com os personagens originais do jogo trocados para equivalentes na Turma da Mônica. O roteiro é o mesmo, mas o enredo também sofreu uma pequena alteração: ao invés de um feitiço, como no jogo original, onde o protagonista sai de sua forma original e passa por diversas metamorfoses, em Turma da Mônica em O Resgate, Mônica é sequestrada e os seus amigos alternam na missão de resgatá-la, daí o título.
Em 2018, um grupo de fãs criou uma modificação para o remake voltando com o conteúdo da Turma da Mônica, contando inclusive com a colaboração dos desenvolvedores.
| Turma da Mônica | Wonder Boy    |             |
| Personagens     | Personagens   | Personagens |
| --------------- | ------------- | ----------- |
| Chico Bento     | Homem-Lagarto |             |
| Bidu            | Homem-Rato    |             |
| Cebolinha       | Homem-Piranha |             |
| Magali          | Homem-Leão    |             |
| Anjinho         | Homem-Gavião  |             |

| Turma da Mônica | Wonder Boy      |         |
| Espadas         | Espadas         | Espadas |
| --------------- | --------------- | ------- |
| Poder Sol       | Legendary Sword |         |
| Poder Trovão    | Thunder Sword   |         |
| Poder Estrelas  | Ivory Sword     |         |
| Poder Terra     | Magical Sword   |         |
| Poder Vento     | Mithril Sword   |         |
| Poder Lua       | Lucky Sword     |         |
| Poder Chuva     | Shogun Blade    |         |
| Poder Plantas   | Ninja Blade     |         |
| Poder Cristal   | Crystal Sword   |         |
| Poder Montanha  | Kashmir Sword   |         |

## Equipamento
Os personagens podem se equipar com espadas, escudos e armaduras, além de poderem soltar bolas de fogo, tornados, relâmpagos, bumerangues e flechas. Além disso, pedras achadas em baús ou com inimigos aumentam o carisma, aumentando a chance dos inimigos derrubarem itens.
| Turma da Mônica | Wonder Boy      |           |
| Armaduras       | Armaduras       | Armaduras |
| --------------- | --------------- | --------- |
| Lendária        | Legendary Armor |           |
| Quartzo         | Goblin Mail     |           |
| Ferro           | Ivory Armor     |           |
| Platina         | Samurai Armor   |           |
| Aço             | Mithril Armor   |           |
| Diamante        | Dragon Mail     |           |
| Bronze          | Shogun Lamellar |           |
| Mágica          | Prince Armor    |           |
| Cristal         | Crystal Armor   |           |
| Especial        | Hades Armor     |           |

## Calabouços e chefes
Todos os chefes do jogo são versões diferentes de dragões, de acordo com a temática de seu calabouço. No castelo o chefe é um dragão robô Na Pirâmide, o chefe é um dragão mumificado; na floresta-fantasma, um dragão zumbi; no navio afundado, um dragão pirata; no feudo oriental, um dragão samurai. O último chefe é um dragão vampiro, que o jogador deve derrotar para obter a Cruz de Salamadra e voltar a ser Wonder Boy, que na versão da Mônica foi trocado para o Capitão Feio.